# Budhlada
Budhlada es una ciudad de la India en el distrito de Mansa, estado de Punyab.

## Geografía
Se encuentra a una altitud de 228 m s. n. m. a 181 km de la capital estatal, Chandigarh, en la zona horaria UTC +5:30.

## Demografía
Según estimación 2011 contaba con una población de 26 172 habitantes.